# Gaidropsarus ensis
Gaidropsarus ensis är en fiskart som först beskrevs av Reinhardt, 1837.  Gaidropsarus ensis ingår i släktet Gaidropsarus och familjen lakefiskar. Inga underarter finns listade i Catalogue of Life.